# Kukań (Kamień Pomorski)
Kukań (deutsch Ludwigsbau) ist ein Dorf in der Woiwodschaft Westpommern in Polen. Das Dorf gehört zur Gmina Kamień Pomorski (Gemeinde Cammin) im Powiat Kamieński (Camminer Kreis).

## Geographische Lage
Das Dorf liegt in Hinterpommern, etwa 55 km nördlich von Stettin und etwa 8 km südlich der Kreisstadt Kamień Pomorski (Cammin i. Pom.).

## Geschichte
Die Ortschaft wurde in der 2. Hälfte des 18. Jahrhunderts angelegt: Damals setzte der Gutsherr von Görke die Bauern aus Görke in den nordöstlichen Teil der Feldmark um. Die Hofstellen wurden hier neu aufgebaut und bildeten ein kleines Dorf, das den Namen „Ludwigsbau“ erhielt.
In der Mitte des 19. Jahrhunderts bildete Ludwigsbau eine eigene Gemeinde, stand aber unter der Polizeiverwaltung des Gutsherrn von Görke und war nach Görke eingepfarrt und eingeschult. Es gab 4 Wohnhäuser mit 34 Einwohnern und 8 Wirtschaftsgebäude. Die Feldmark umfasste 453 Morgen Land, überwiegend fruchtbares Ackerland.
Bis 1945 bildete Ludwigsbau eine Landgemeinde im Kreis Cammin der preußischen Provinz Pommern. Neben Ludwigsbau bestanden in der Gemeinde keine weiteren Wohnplätze. In der Gemeinde wurden im Jahre 1910 45 Einwohner gezählt, im Jahre 1925 44 Einwohner in 7 Haushalten, im Jahre 1933 49 Einwohner und im Jahre 1939 40 Einwohner.
1945 kam Ludwigsbau, wie ganz Hinterpommern, an Polen. Es erhielt den polnischen Ortsnamen „Kukań“.  Heute liegt der Ort in der Gmina Kamień Pomorski (Gemeinde Cammin) und gehört zum Schulzenamt im benachbarten Górki (Görke).